# Ла-Ферте-Шеврези
Ла-Ферте́-Шеврези́ (фр. La Ferté-Chevresis) — коммуна во Франции, находится в регионе Пикардия. Департамент коммуны — Эна. Входит в состав кантона Рибмон. Округ коммуны — Сен-Кантен.
Код INSEE коммуны — 02306.

## Население
Население коммуны на 2010 год составляло 589 человек.
| 1962 | 1968 | 1975 | 1982 | 1990 | 1999 | 2010 |
| ---- | ---- | ---- | ---- | ---- | ---- | ---- |
| 847  | 830  | 714  | 665  | 626  | 567  | 589  |

## Экономика
В 2010 году среди 377 человек трудоспособного возраста (15—64 лет) 269 были экономически активными, 108 — неактивными (показатель активности — 71,4 %, в 1999 году было 66,4 %). Из 269 активных жителей работали 228 человек (133 мужчины и 95 женщин), безработных было 41 (23 мужчины и 18 женщин). Среди 108 неактивных 17 человек были учениками или студентами, 39 — пенсионерами, 52 были неактивными по другим причинам.